# Megopis sulcipennis
Megopis sulcipennis là một loài bọ cánh cứng trong họ Cerambycidae.